# Stenodontus marginellus
Stenodontus marginellus är en stekelart som först beskrevs av Johann Ludwig Christian Gravenhorst 1829.  Stenodontus marginellus ingår i släktet Stenodontus och familjen brokparasitsteklar. Arten är reproducerande i Sverige. Inga underarter finns listade i Catalogue of Life.